# Rijekas hamn

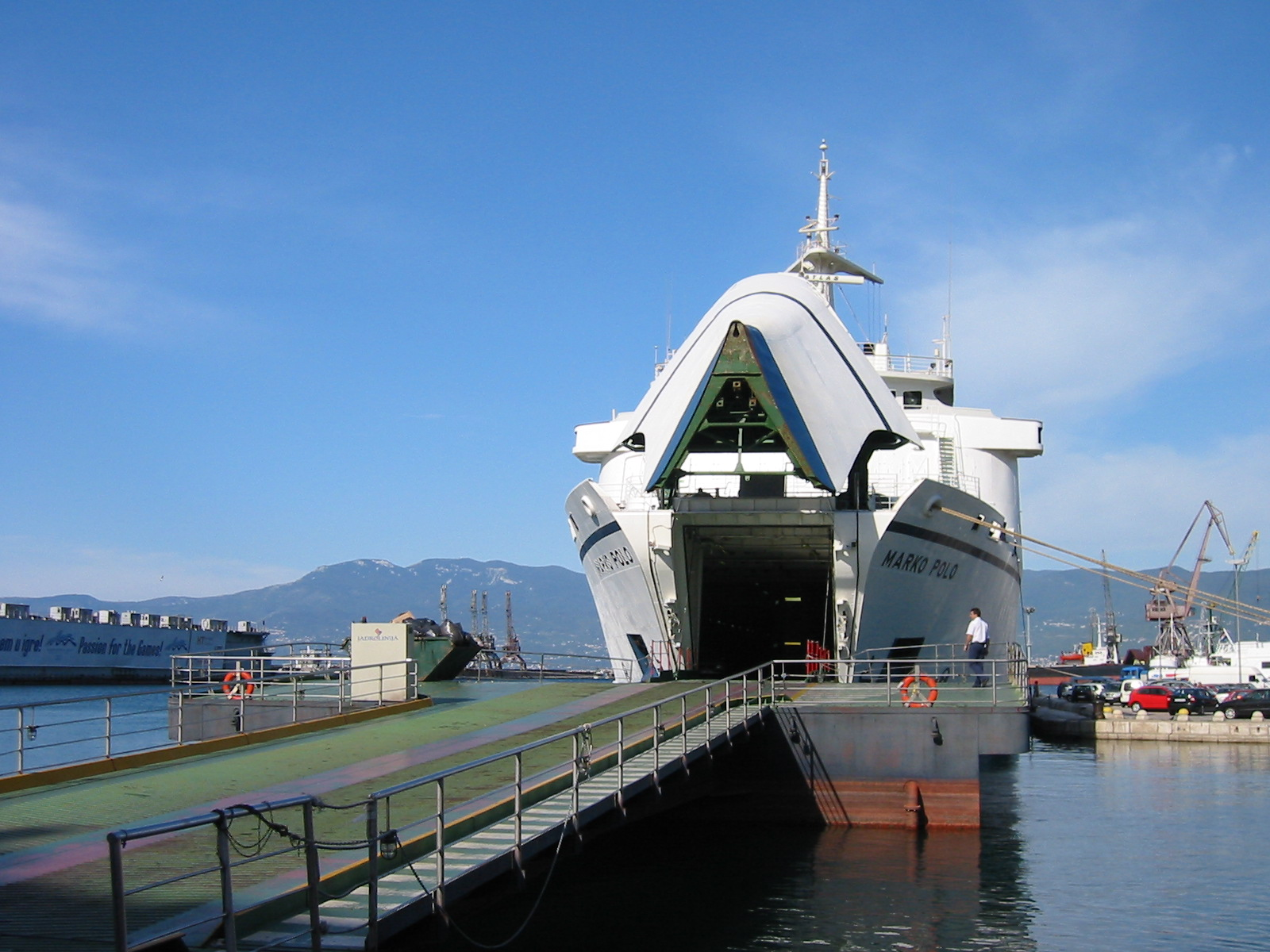
Jadrolinijas färja "Marko Polo" vid Rijekas hamn.

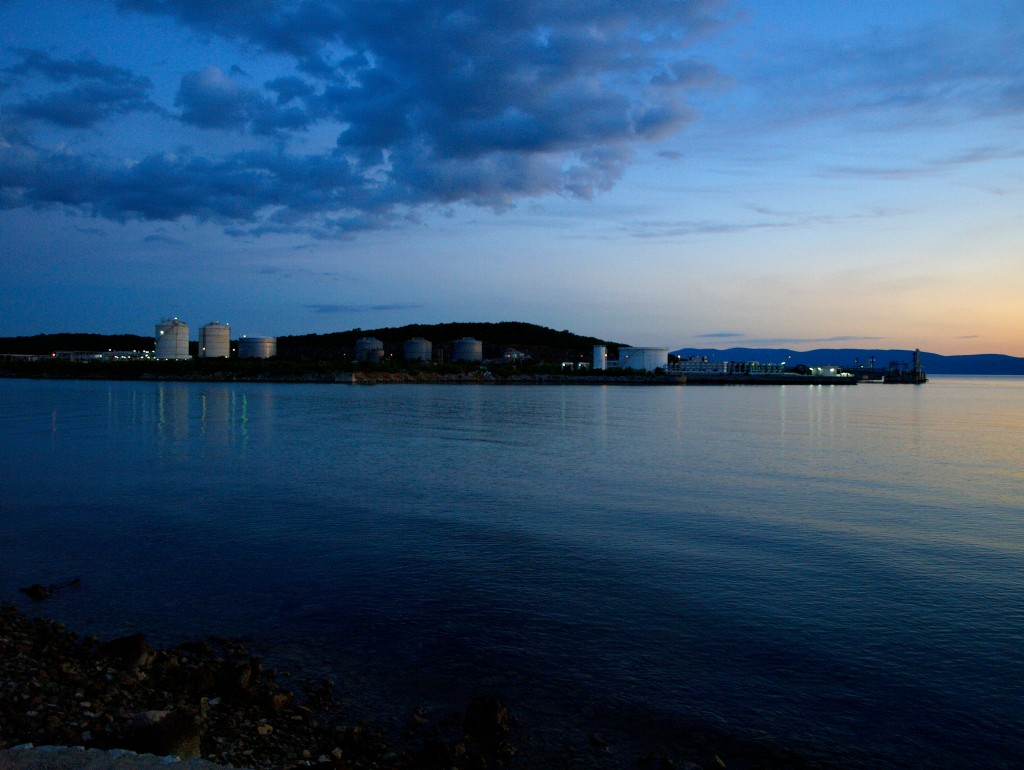
Hamnens oljedepå i Omišalj på Krk.

Rijekas hamn (kroatiska: Luka Rijeka eller Riječka luka) är en hamn i Rijeka i Kroatien. Hamnen är belägen vid Kvarnervikens kust i den nordöstra delen av Adriatiska havet. Sett till godstrafiken är den landets största och viktigaste hamn. Genom hamnen fraktas främst olja, styckegods och bulklast men den är även ett viktigt nav för passagerartrafik. Härifrån utgår Jadrolinijas färjor och båtar till den kroatiska övärlden. 2008 anlöpte 4 376 fartyg Rijekas hamn. 2009 uppgick godstrafiken till drygt 9,4 miljoner ton (inklusive godstrafiken till hamnens oljedepå i Omišalj) och något mer än 200 000 passagerare passerade hamnen.

## Historik
Rijekas hamn omnämns 1281 i en rapport från republiken Venedigs Stora råd som beskriver en konflikt mellan venetianare och redare från Zadar och Rab.
Enligt en stadga utfärdad 1719 av den tysk-romerska kejsaren Karl VI tilldelades Rijekas hamn status som frihamn. 1728 anlades Karolinavägen (Karolinska cesta) som var den första viktigare vägen som förband staden med Karlovac och inlandet. 
1769 utökade kejsarinnan Maria Teresia hamnens status som frihamn till att omfatta hela staden Rijeka. Enligt ett dekret från kejsarinnan reglerades stadens status 1776. Rijeka blev då ett corpus separatum som 1779 definitivt kom att knytas till Sankt Stefanskronans länder. Hamnen som tidigare stått under österrikisk förvaltning kom nu att vara knuten till ungrarna. För Rijekas hamn innebar den nya statusen att den hamnade i skuggan av Triestes hamn. Nästkommande årtionden kom att präglas av kampen för att skapa en modern och lönsam hamn.
Av utomordentligt vikt för hamnens utveckling var förbindelserna med inlandet. Dessa kom att förbättras ytterligare i samband med anläggandet av Josefinavägen (Jozefinska cesta) 1779 och Lousianavägen (Lujzinska cesta) 1810. I samband med det österrikisk-ungerska förlikningsavtalet 1867 och skapandet av Dubbelmonarkin kom hamnen att få en större betydelse. Rijekas hamn kom att lyda direkt under ungrarna och blev den ungerska rikshalvans viktigaste hamn. 1872 påbörjades en utbyggnad och modernisering av hamnen som skulle pågå under flera decennier. Under denna period var hamnområdet ett av monarkins största byggarbetsplatser. 1873 invigdes järnvägen Rijeka-Karlovac och därmed fick hamnen järnvägsförbindelse med Budapest. Järnvägförbindelsen med Pivka kom att knyta hamnen till Sydbanan. Utvecklingen ledde till att Rijekas hamn 1913 hörde till Europas tio största hamnar sett till godstrafiken.
Efter första världskrigets slut 1918, Österrike-Ungerns upplösning och Rapallofördraget 1920 blev Rijeka en stadsstat vid namn Fristaten Fiume. Detta kom att symbolisera hamnens nedgång som då förlorade den ungerska marknaden. Romfördraget 1924 och Italiens annektering av staden innebar att hamnen  hamnade i Italiens periferi vilket ytterligare kom att spä på dess nedgång. 
Under andra världskriget utsattes hamnen av omkring 30 bombräder av de allierade. 1945 skulle de retirerande tyskarna komma att förstöra uppemot 90% av hamnens faciliteter. Efter kriget och Rijekas integrering i Jugoslavien öppnades en ny marknad och hamnen fick en ekonomisk uppgång. 1967 uppfördes en ny bulklaststerminal.
I samband med det kroatiska självständighetskriget i början av 1990-talet stagnerade hamnen ekonomiska tillväxt med sedan 1996 har hamnen haft en årlig tillväxt.

### Fotnoter
1. ↑  ”Statistiska årsboken 2009” (på kroatiska och engelska) ( PDF). Kroatiska statistiska centralbyrån. Arkiverad från originalet den 14 november 2010. https://web.archive.org/web/20101114063139/http://www.dzs.hr/Hrv_Eng/ljetopis/2009/PDF/21-bind.pdf. Läst 13 februari 2014.
2. 1 2  Lukarijeka.hr Arkiverad 12 februari 2014 hämtat från the Wayback Machine. (engelska)
3. 1 2 3 4 5  Muzej-rijeka.hr Arkiverad 22 februari 2014 hämtat från the Wayback Machine. - Rijekas stadsmuseum (kroatiska)
4. ↑  Muzej-rijeka.hr - Rijekas stadsmuseum (kroatiska)
5. ↑  Worldbank.org (kroatiska)